# Montereale Valcellina
Montereale Valcellina là một đô thị ở tỉnh Pordenone trong vùng Friuli-Venezia Giulia, có cự ly khoảng 110 km về phía tây bắc của Trieste và khoảng 20 km về phía bắc của Pordenone. Tại thời điểm ngày 31 tháng 12 năm 2004, đô thị này có dân số 4.606 người và diện tích là 67,9 km².
Đô thị Montereale Valcellina có các frazioni (các đơn vị cấp dưới, chủ yếu là các làng) Grizzo, Malnisio, và San Leonardo Valcellina.
Montereale Valcellina giáp các đô thị: Andreis, Aviano, Barcis, Maniago, San Quirino.